# الابالیک، پوساف
الابالیک، پوساف (به لاتین: Alabalık, Posof) یک منطقهٔ مسکونی در ترکیه است که در استان اردهان واقع شده‌است.